# 南ビスマルクプレート

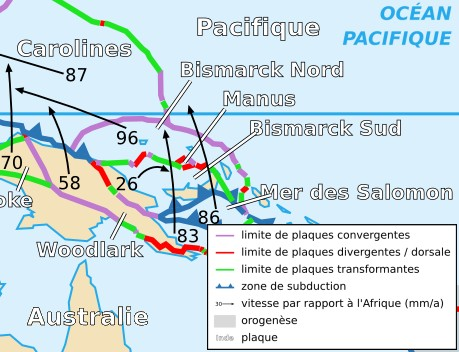
南ビスマルクプレート (Bismarck Sud (仏語)) の部分

南ビスマルクプレート（英語: South Bismarck Plate）は、ビスマルク海の南側周辺に位置する小規模なプレート。ニューギニア島東部およびニューブリテン島がプレート上に存在する。ニューブリテン島やソロモン諸島の形成に関与している沈み込み帯を含む南側の境界は収束型境界である。ニューブリテン島周辺を中心に、数多くの地震が発生している。